# Рот Фронт-5
Рот Фронт-5 (ОКА-23) — скоростной и пилотажный планёр конструкции Олега Антонова.

## Конструкция
Конструктивно представлял собой моноплан с высокорасположенным трапециевидным крылом и открытой кабиной. Имел большую нагрузку на крыло и большое удлинение крыла. Мог выполнять все фигуры высшего пилотажа.
Планёр демонстрировался на X Всесоюзном планёрном слёте.

## Лётно-технические характеристики
- Размах крыла — 16,00 м;
- Длина — 5,85 м;
- Относительное удлинение 24,60;
- Высота — 1,35 м;
- Площадь крыла — 10,40 м²;
- Масса пустого — 149 кг;
- Максимальное аэродинамическое качество — 26;
- Наивыгоднейшая скорость — 80 км/час;
- Минимальное снижение — 0,68 м/сек;
- Экипаж — 1 человек.